# Silvareccio
Silvareccio (en cors U Silvarecciu) és un municipi francès, situat a la regió de Còrsega, al departament d'Alta Còrsega. L'any 1999 tenia 97 habitants.

## Demografia
| 1962 | 1968 | 1975 | 1982 | 1990 | 1999 |
| ---- | ---- | ---- | ---- | ---- | ---- |
| 162  | 173  | 98   | 73   | 77   | 97   |

## Administració
| Període   | Identitat               | Partit | Qualitat |  |
| --------- | ----------------------- | ------ | -------- |  |
| 2001-2008 | Antoine-Alain Civaldini |        |          |  |

## Personatges il·lustres
- Dominique Vincetti, resistent.